# Municipio de Greenwich (Pensilvania)
El municipio de Greenwich (en inglés: Greenwich Township) es un municipio ubicado en el condado de Berks en el estado estadounidense de Pensilvania. En el año 2000 tenía una población de 3.386 habitantes y una densidad poblacional de 41.8 personas por km².

## Geografía
El municipio de Greenwich se encuentra ubicado en las coordenadas 40°35′00″N 75°39′44″O / 40.58333, -75.66222.

## Demografía
Según la Oficina del Censo en 2000 los ingresos medios por hogar en la localidad eran de $51,250 y los ingresos medios por familia eran $55,703. Los hombres tenían unos ingresos medios de $36,352 frente a los $27,278 para las mujeres. La renta per cápita para la localidad era de $23,332. Alrededor del 4,1% de la población estaba por debajo del umbral de pobreza.